# Macrosiphum euphorbiae
Il Macrosiphum euphorbiae (Macrosiphum euphorbiae Linnaeus, 1758) è un insetto dell'ordine degli Emitteri, appartenente alla famiglia degli Afidi.
Questo afide infetta le patate e altre colture succhiandone la linfa.

## Diffusione
Il Macrosiphum euphorbiae è originario del nord America, ma si è diffuso nelle zone temperate dell'Europa e dell'Asia in cui vengono coltivate le patate.

## Descrizione
La femmina senza ali è verde e occasionalmente rosa, spesso con una striscia dorsale più scura. Ha un corpo piriforme che raggiunge i 4 millimetri di lunghezza. Le antenne sono scure nelle giunture fra i segmenti e sono più lunghe del corpo, si trovano su tubercoli esteriori. Le loro gambe sono più lunghe rispetto a quelle degli altri afidi, di un verde pallido e nere agli apici. I sipunculi sono di colore chiaro, di forma cilindrica con punte scure e gli opercoli, e sono lunghi circa un terzo del corpo. La coda è a forma di spada e presenta 6 o 12 peli ed è molto più corta dei sipunculi.
La femmina alata ha un colore più scuro uniforme in tutto il corpo, ha appendici e ha l'addome verde. Le larve sono come versioni in miniatura degli adulti e compiono diverse metamorfosi in circa dieci giorni.
Il biotipo verde si trova più spesso sulle foglie più vecchie e più in basso delle piante di patata, mentre il biotipo rosa non ha tale preferenza, perciò il biotipo verde predomina nelle piante più vecchie.

## Biologia
Le femmine degli afidi delle patate svernano sulle erbacce, sui germogli di patata in giacenza e sulla lattuga in serra. Solitamente escono in aprile e iniziano a nutrirsi di erbe infestanti perenni, in particolare delle piante della famiglia Chenopodiaceae. Durante il mese di maggio o all'inizio di giugno migrano su patate, cavoli, pomodori e su altri ortaggi dove si nutrono di germogli, sul lato inferiore delle foglie, e fiori. Si nutrono di oltre 200 specie di piante diverse, ma preferiscono quelle appartenenti alla famiglia delle Solanaceae. La femmina produce fino a 70 larve grazie alla partenogenesi nel corso di 3-6 settimane e ci possono essere 10 generazioni di figli durante un'estate. La temperatura ottimale per la popolazione di questo animale è di circa 20 °C. La specie è in grado di differenziare individui alati, i quali hanno la capacità di compiere lunghi spostamenti, determinando la diffusione del fitofago. La produzione di individui alati dipende dal fotoperiodo, dalla temperatura, dal genotipo paterno (alato o senz'ali) e dalla generazione.